# Marvel Super Heroes 3D: Grandmaster's Challenge
Marvel Super Heroes 3D: Grandmaster’s Challenge es un videojuego de acción-aventura desarrollado por Neko Entertaitment y publicado por Bigben Interactive para Wii. Fue lanzado el 26 de noviembre de 2010.

## Sinopsis
El supervillano Grandmaster ha encarcelado a un quíntuple de héroes de Marvel: Spider-Man, Capitán América, Thor, Iron Man y Wolverine, en un juego mortal únicamente para su propia diversión. Los héroes se ven obligados a seguir el juego y completar una variedad de desafíos diseñados para poner a prueba sus habilidades hasta el límite mientras el Grandmaster los manipula como peones en su propio juego de mesa privado. Los héroes deben competir contra el Grandmaster y su banda de secuaces villanos, mientras unen sus fuerzas para romper la cúpula y ganar su libertad.

## Jugabilidad
La acción del juego se presenta desde la perspectiva en primera persona y permite asumir el papel del héroe seleccionado. Gracias a las máscaras especiales, los jugadores pueden sentir el efecto 3D en su propia piel, independientemente de su televisor. El juego se asemeja al antiguo visor sobre rieles y no permite que el personaje se mueva libremente, sino solo para esquivar y realizar varios ataques. Cada personaje tiene su propio conjunto de golpes y habilidades especiales que los caracteriza en el universo Marvel.

## Personajes

### Principales
- Spider-Man
- Capitán América
- Wolverine
- Thor
- Iron Man

### Apoyo
- Mister Fantastic
- Nova

### Antagonistas
- Doctor Doom
- Red Skull
- Lizard
- Juggernaut
- Grandmaster
- Green Goblin
- Centinelas

## Locaciones
- Tierra-TRN335